# Інститут сцинтиляційних матеріалів НАН України
Інститут сцинтиляційних матеріалів НАН України створений у 2002 р. згідно з рішенням Президії НАН України від 16 грудня 2002.

## Основні напрямки діяльності інституту
- матеріалознавство сцинтиляційних та люмінесцентних середовищ;
- фундаментальні дослідження взаємодії випромінювання з речовиною;
- розробка технологій та нанотехнологій отримання сцинтиляційних детекторів і створення пристроїв на їх основі.

## Історія
Фактично дату початку створення інституту можна віднести до 1955 року, коли в Харкові була відкрита Харківська філія Московського інституту реактивів (ВНДІ ІРЕА). Першою науковою лабораторією цієї філії стала лабораторія сцинтиляційних монокристалів.
У 1961 р. філія був перетворений у Всесоюзний інститут монокристалів, сцинтиляційних матеріалів і особливо чистих хімічних речовин. Дослідження в «сцинтиляційному» напрямі були завжди основними в діяльності цього інституту. У міру розростання масштабів досліджень кількість наукових підрозділів, які займалися вивченням сцинтиляційних проблем, постійно зростала, що, у свою чергу, наприкінці 90-х минулого століття призвело до утворення у складі Інституту монокристалів Науково-дослідного відділення лужногалогенових кристалів.
У 1995 році, під час перетворення Інституту монокристалів у концерн, відділення набуло права юридичної особи, а в кінці 2002 р. — реорганізоване у самостійний Інститут сцинтиляційних матеріалів.
За час проведення досліджень в області сцинтиляційної техніки, починаючи з 60-х років минулого сторіччя, вченими наукових відділів, а тепер інституту, виконана велика кількість масштабних розробок по створенню, вивченню та впровадженню у виробництво нових сцинтиляційних матеріалів, виробів з них, а також сучасної апаратури на їх основі для різних галузей людської діяльності. Запропоновано нові сцинтиляційні кристали Cs (Na), Cs (CsBr), Cs (CO3), Li (W), KMg3 (Eu) та ін, вивчені центри та кінетика випромінювання цих матеріалів, їх радіаційна стійкість, інші характеристики, основні напрями та особливості їх використання.
Розроблено теорію вихідного відгуку діелектричних кристалів на іонізуючі випромінювання та засоби математичного моделювання сцинтиляційного процесу.
Розроблено новий сцинтиляційний матеріал для детектування нейтрино і нейтронів на основі монокристалів фториду літію, активованих оксидами полівалентних металів.
Розроблені унікальні технології та оснащення для автоматизованого вирощування та обробки великогабаритних монокристалів високого структурної досконалості, які дозволяють отримувати лужногалогенових сцинтиляційні кристали діаметром понад 500 мм і масою понад 500 кг. Оригінальна технологія виготовлення полікристалів шляхом пластичної деформації монокристалів при підвищених температурах дає можливість отримувати детектори з лінійними розмірами понад 700 мм. На основі створених сцинтиляційних детекторів розроблена вітчизняна медична томографічна камера, зараз налагоджено виробництво вже другого покоління цього сучасного діагностичного оснащення. Створено спеціалізований томограф з кільцевим детектором для діагностики головного мозку людини.
Дослідження вчених інституту в галузі фізики пластмасових сцинтиляторів та умов їх отримання дозволили створити оригінальні технології їх виробництва з рекордними параметрами (вагою до 1000 кг, довжиною до 7 метрів, прозорістю понад 4 метрів).
Досягнуті результати дали можливість представникам нинішнього інституту в останнє десятиліття бути активними учасниками всіх найбільших міжнародних проектів з фізики високих енергій в США, Японії, Європі.

## Структура
До складу Інституту входять 8 наукових відділів і 2 лабораторії, а також 6 лабораторій у складах відділів, в яких проводять дослідження близько 300 наукових співробітників.
В Інституті працюють 18 лауреатів Державної премії України в галузі науки і техніки, 2 заслужених діяча науки і техніки України, 17 докторів та 65 кандидатів наук.
Відділ технології вирощування монокристалів. У складі відділу:
- Лабораторія оксидних сцинтиляційних кристалів.
- Лабораторія галоїдних сцинтиляційних кристалів.
- Лабораторія систем управління.

Відділ синтезу сцинтиляційних матеріалів.
Відділ пластмасових сцинтиляторів.
Відділ дослідження люмінесцентних властивостей матеріалів.
Відділ матеріалознавства та інженерії сцинтиляційних кристалів. У складі відділу:
- Лабораторія тугоплавких сцинтиляційних матеріалів.
- Лабораторія фізики люмінесцентних та сцинтиляційних матеріалів.
- Лабораторія візуалізації іонізуючого випромінювання.

Відділ молекулярних і гетеростуктурірованних матеріалів.
Відділ нанокристалічних матеріалів. У складі відділу:
- Лабораторія наноструктурних органічних матеріалів.
- Лабораторія інформаційних систем.

Відділ сцинтиляційної радіометрії і радіохімічних методів дослідження.
У структурі інституту знаходиться наукова редакція, яка забезпечує випуск наукового журналу «Functional Materials» і видання книг серії «Стан та перспективи розвитку функціональних матеріалів для науки і техніки».
Роботи з реалізації досліджень наукових відділів на практиці здійснює відділ впровадження науково-технічних розробок

## Наукові дослідження та розробки
Кількість науково-дослідних та дослідно-конструкторських робіт 16

### I Державна тематика (5)
- Розроблення нанотехнологій створення наноструктур методом сканувальної зондової мікроскопії з електропровідним алмазним вістрям (2010—2014)

- Розроблення дослідно-промислових технологій синтезу надпровідних консолідованих наноструктурованих матеріалів з нанодисперсними включеннями надтвердих фаз високого тиску та багатошарових плівкових сенвічевих структур систем Mg-B-O I Y-Ba-Cu-O з високим рівнем функціональних властивостей (2010—2014)

- Релаксація високоенергетичних електронних збуджень в наноструктурованих матеріалах на основі мікро- та наночастинок, диспергованих у кристалічні, скляні та полімерні матриці (2010—2014)

- Підтримка роботи об'єднаного кластеру ДНУ НТК «ІМК» та ІСМА НАН України як ресурсного центру розподіленого регіонального північно-східного операційного сегменту УНҐІ. (2009—2013)

- Створення системи зберігання медичних зображень з використанням грід-технологій. Етап 3 (2009—2013)

### II Програмно-цільова та конкурсна тематика НАН України (4)
- Нові кристали для експериментів з пошуку мюон-електронної конверсії (2012—2013)

- Розробка методів тестування і дослідження характеристик калориметричного модуля типу «шашлик» та його елементів для детектору NICA/MPD (2012—2013)

- Вплив розмірного ефекту на розмін енергії при формуванні радіо- та фотолюмінесценції в наноструктурних матеріалах (2010—2014)

- Структурні зміни при створенні гібридного матеріалу на основі монокристалічних CVD алмазів і алмазних порошків в умовах високого тиску і температури (2012—2014)

### III Відомча тематика (7)
- Розробка технологій отримання гібридних органіко-неорганічних наноструктурованих люмінесцентних матеріалів (2012—2016)

- Пошук методів підвищення нейтронної чутливості пластмасового сцинтилятора (2012—2016)

- Механізми надмолекулярного впорядкування та утворення нанорозмірних гетероструктур в багатокомпонентних рідкокристалічних системах і створення нових функціональних матеріалів на їх основі (2012—2015)

- Вплив розмірності транспорту електронних збуджень на процеси люмінесцентної релаксації та захоплення на пастки в умовах просторового обмеження (наноконфаймент) (2012—2015)

- Плівки оксидних сполук для сцинтиляційних застосувань (2011—2013)

- Дослідження механізмів формування оптичних та люмінесцентних властивостей нанокомпозитних матеріалів (2011—2013)

- Дослідження процесу правлення та встановлення критерію спрямованої макро-, мікро- та наноструктурної неоднорідності абразивної складової у робочому шарі прецизійного правлячого алмазного інструменту для підвищення його експлуатаційних характеристик (2012—2016)

## Продукція
Останнім часом ISMA є одним зі світових лідерів у виробництві сцинтиляційних продуктів для різних галузей науки та промисловості.
Унікальні технології та обладнання для автоматизованого вирощування великих монокристалів високої структурної досконалості, які дозволяють отримати лужногалоїдні сцинтиляційні кристали з діаметром більше 500 мм і вагою більше 500 кг.
Довершені технології виробництва полікристалічних зразків монокристалів пластичної деформації при високих температурах робить можливим отримання детекторів з лінійними розмірами, що перевищують 700 мм.
Нові сцинтиляційні матеріали, такі як CsI (Na), ПМВ (CsBr), ПМВ (CO 3), LiF (W), KMgF3 (ЄС), ZnSe (Te), PbWO4 (основний для проекту LHC) та інші.
Спеціальні пластикові технології виробництва сцинтиляторів з рекордним характеристикам (вага до 1000 кг, довжиною до 7 метрів, прозорість більше 4 метрів).
Медичні томографічні установки на основі отриманих сцинтиляційних детекторів.
Інтроскопічні системи і комплекси.
Пристрої радіометричного і дозиметричного контролю.